# Leonid Sjvartsman
Leonid Aronovitj Sjvartsman (född Israel Aronovitj Sjvartsman, även Svarcman, Shvartsman, ryska: Леонид Аронович Шварцман), född 30 augusti 1920 i Minsk, Vitryska SSR (nuvarande Belarus), död 2 juli 2022 i Moskva, var en sovjetisk och rysk regissör och filmkonstnär inom animerad film. Han arbetade främst med animationsfilmregissörerna Lev Atamanov, Roman Katjanov, Ivan Ufimtsev och Ivan Aksentjuk. Internationellt är Sjvartsman mest känd för att han deltog i att skapa figuren Tjeburasjka i barnfilmerna om "Drutten och Gena" 1968.

## Biografi

### Uppväxt
Lev Sjvartsman föddes i Minsk, hans föräldrar var revisorn Aron och hemmafrun Rakel Sjvartsman. Familjen talade jiddisch hemma.

### Andra världskriget
Sjvartsman tog examen 1941 från Ryska konstakademien i Leningrad men inkallades omgående till krigstjänst. Han började som lärling på Kirovverken och arbetade där som svarvare, tills han i november 1941 evakuerades från Leningrad. Därifrån sändes han till en av stridsvagnsfabrikerna som omlokaliserats till Tjeljabinsk.

### Konstnärlig verksamhet
Efter det stora fosterländska kriget kunde Sjvartsman fortsätta sin utbildning. Han började 1948 på VGIK i Moskva och utan att avbryta de treåriga studierna började han arbeta på animationsfilmstudion Sojuzmultfilm, bland annat för systrarna Brumberg, Valentina och Zinaida. Sjvartsman examinerades 1951 från VGIK som animationsscenograf (produktionsdesigner), och samma år började han arbeta ihop med Aleksandr Vinokurov (1922–2002). Från 1963 arbetade Sjvartsman självständigt. Från 1975 arbetade han som regissör. Sjvartsman arbetade i Sojuzmultfilmstudion i över 50 år, ända fram till 2001.
Efter det medverkade Leonid Sjvartsman i dokumentärfilmer om den sovjetryska animerade filmen och varit konstnärlig rådgivare för de animerade Tjeburasjka-filmer som producerats i Japan.
Sjvartsman var också känd som illustratör av barnböcker och klassiska verk. 2010 publicerades ett album med konstnärens verk.

### Tjeburaska
Sjvartsman var även känd för att han deltog i att skapa den grafiska bilden av Eduard Uspenskijs barnboksfigur Tjeburasjka för Roman Katjanovs animerade barnfilm "Drutten och Gena" 1968. Senare blev Tjeburasjka också det ryska OS-lagets maskot vid Olympiska sommarspelen 2004 i Aten.

#### Upphovsrättsstrid
Rättigheterna till karaktären Tjeburasjkas utseende har orsakat domstolsdispyter. Barnboksförfattaren Eduard Uspenskij upphovsrättsskyddade 1994 Tjeburasjkas namn och utseende och började sälja vidare rättigheterna. Sedan dess har Leonid Sjvartsman, som var animationsdesigner för de animerade filmerna, försökt bevisa i domstol att han utformade Tjeburasjkas utseende och att denna upphovsrätt skall avskiljas ifrån rättigheterna till den litterära karaktären.

### Övrigt
Leonid Sjvartsman var omskolad vänsterhänt, det vill säga han tvingades lära sig skriva med höger hand i skolan, men han ritade med sin vänstra hand.

### Svensk filmografi (i urval)[9]
- Snödrottningen, 1957.
- Den gyllene antilopen, 1954.
- Drutten och Gena, 1969.
- Sapokljak, 1974.

### Medaljer och utmärkelser (Ej komplett.)
- För försvaret av Leningrad, 22 december 1942.
- Hedersartist i Sovjetunionen, 21 april 1981.
- Folkets artist i Ryssland, 15 april 2002.